# Société générale Algérie
Société générale Algérie est une banque algérienne filiale du groupe Société générale.

## Histoire
La Société Générale Algérienne (SGA) est créée à Paris le 18 mai 1865. Cette période marque une forte expansion économique en France. À ses débuts, la SGA s'occupe d'aménagements fonciers à grande échelle, de travaux publics et d'entreprises industrielles et commerciales en Algérie. Il s'agit alors d'une entreprise à vocation financière, bien que placée sous la tutelle de l'État.
Après l'indépendance de l'Algérie en 1962, le secteur bancaire est nationalisé. Les banques étrangères, dont la Société Générale, cessent leurs activités et sont reprises par de nouvelles banques publiques algériennes. Par exemple, la Banque extérieure d'Algérie (BEA), créée en 1967, succède aux activités de plusieurs banques étrangères, dont la Société Générale.
En 1999, la Société Générale rétabli sa présence en Algérie sous le nom de Société Générale Algérie. Il s'agit d'un moment important, car elle est alors la première banque de détail française à réintégrer le marché algérien depuis la période 1962-1965. Cette réintégration s'inscrit dans le cadre des politiques de libéralisation financière de l'Algérie à la fin du XXe siècle.
En 2003, une partie de son capital (29 %) est détenue par El Khalifa Bank, bien que cette association change plus tard en raison de l'effondrement d'El Khalifa Bank.